# برج الكلب
برج الكلب (狗) هو أحد الأبراج الصينية الأثني عشر ويرمز في الصّين القديمة إلى الوفاء والإخلاص
، يكافئ برج الميزان في الأبراج الغربية .

## الأعوام والعناصر الموافقة للبرج
يقال أن المولودين ضمن التواريخ أدناه من برج الكلب حسب ما يعتقد في الأبراج الصينية:
- 10 فبراير 1910 — 29 يناير 1911 : الكلب المعدني
- 28 يناير 1922 — 15 فبراير 1923 : الكلب المائي
- 14 فبراير 1934 — 15 فبراير 1935 : الكلب الخشبي
- 02 فبراير 1946 — 21 يناير 1947 : الكلب الناري
- 18 فبراير 1958 — 07 فبراير 1959 : الكلب الترابي
- 06 فبراير 1970 — 26 يناير 1971 : الكلب المعدني
- 25 يناير 1982 — 12 فبراير 1983 : الكلب المائي
- 10 فبراير 1994 — 30 يناير 1995 : الكلب الخشبي
- 29 يناير 2006 — 17 فبراير 2007 : الكلب الناري
- 16 فبراير 2018 — 04 فبراير 2019 : الكلب الترابي
- — : الكلب المعدني

## مميزات هذا البرج
| الصفة                     |                                |
| ------------------------- | ------------------------------ |
| العنصر                    | التراب                         |
| الاتجاه                   | شمال - غرب                     |
| الالوان                   | اللون الفيروزي ،الأحمر ،الأخضر |
| الاستقطاب                 | يانغ                           |
| احجار الحظ                | الماس                          |
| ارقام الحظ                | 3, 4, 9                        |
| الترتيب                   | 11                             |
| الفصل                     | الخريف                         |
| الشهر                     | أكتوبر                         |
| الحلفاء                   | النمر، الحصان                  |
| الاعداء                   | التنين                         |
| مقابله في الأبراج الغربية | الميزان                        |

## مشاهير برج الكلب
- عديدة هي مشاهير هذا البرج في كافة المجالات نذكر منها : مايكل جاكسون

|                                                                                        | الأبراج الصينية (生肖)        |
| برج الفأر (鼠 شُو) – برج الثور الصيني (牛 نيو) – برج الببر (虎 هُو) – برج الأرنب (兔 تُو) |                               |
| برج التنين (龍 لونغ) – برج الثعبان (蛇 شهْ) برج الحصان (馬 مَا) – برج العنزة (羊 يانغ)   |                               |
| برج القرد (猴 هُوو) – برج الديك (鷄 جِي) – برج الكلب (狗 غُو) – برج الخنزير (猪 زُو)       |                               |
|                                                                                        | أبراج صينية \| التقويم الصيني |